# Спорт у Украјини
Спорт у Украјини, као и у другим земљама широм света, има важну улогу у обликовању популарног погледа на државу и украјинску популарну културу за своје становнике и остатак света. Доминирајући Русијом од 18. века, спорт на већем делу Украјине као остатак популарне културе био је у сенци руске културе. Као део украјинске културе, спорт је започео свој развој у Аустроугарској и на њега су утицали разни европски покрети за физичку културу попут пангерманских турнеја, пансловенског соколског гимнастичког система и других (као што су спортови у Макабији). У Руској Империји украјинска нација никада није била призната и била је кривично гоњена, док је малоруској култури било дозвољено да постоји само као фолклор. Тек након распада Совјетског Савеза, украјинска химна је 1992. године први пут пуштена на Олимпијским играма, почев од олимпијске победе Олега Кучеренка, а одмах затим и победа Татјане Гуцу и Александре Тимошенко.
Међу спортовима фудбал и рвање су популарни у Украјини од 19. века. Украјина је профитирала од нагласка Совјетског Савеза на физичком васпитању, а Украјини је остало стотине стадиона, базена, фискултурних сала и других атлетских објеката након распада Совјетског Савеза. Украјински спортски или атлетски покрети били су под великим утицајем соколског гимнастичког система која је била популарна у средњој Европи од друге половине 19. века.
Спортом у Украјини првенствено управља 40 федерација различитих олимпијских спортова који су сви део Националног олимпијског комитета Украјине, који је део Међународног олимпијског комитета. Покрет за масовни спорт воде четири главна спортска друштва (Динамо Кијев) и два владина спортска одбора Министарства просвете и оружаних снага Украјине, који су такође колективни чланови Националног олимпијског комитета.
Свим неолимпијским спортовима управљају њихове одговарајуће федерације спортског комитета Украјине.
Украјина такође има успешан параолимпијски тим.

## Фудбал
Фудбал је најпопуларнији спорт у Украјини, њиме управља фудбалски савез Украјине који организује разна фудбалска такмичења у земљи међу мушкарцима, женама, младима, хендикепиранима и другима, омогућава фудбалска такмичења међу професионалцима, студентима и регионима. Такође организује неколико пријатељских утакмица у Украјини и организује неколико репрезентација које се такмиче на разним међународним турнирима.
Украјина има развијена професионална такмичења међу мушкарцима које је наследила од Совјетског Савеза. Организација фудбала савез а Украјине делегира Премијер лигу и Професионалну фудбалску лигу. Најјача и највиша лига је Премијер лига, која је била позната и као највиша, виша лига. Лига другог ранга је Прва лига. Следећа лига је Друга лига, која је подељена у две групе, Исток (Б) и Запад (А), према њиховом месту. На крају сваке сезоне, две најниже рангиране екипе у Премијер лиги прелазе у Прву Лигу, док две најуспешније екипе Прве лиге прелазе у вишу лигу. Два најнижа рангирана тима Прве лиге прелазе у Другу Лигу, док прва два тима у Другој Лиги прелазе у Прву. Тимови добијају три бода ако победе, један поен за нерешен резултат и без бодова за пораз. Свака екипа игра два пута.
Украјина такође има национална такмичења на аматерском нивоу којима управља аматерски савез.
У купу учествују тимови из свих професионалних лига. Победници Премијер лиге и купа учествују у Суперкупу.
Андриј Шевченко је најпрепознатљивији међу украјинским фудбалерима, који се у Украјини сматра националним херојем.
Украјина је била домаћин Европског првенства 2012, заједно са Пољском.
Након анексије Крима од Русије у марту 2014. године, руска окупациона администрација распустила је све фудбалске клубове са седиштем на Криму, а већина је реорганизована као руски клубови. Неки бивши кримски клубови који су се такмичили у украјинским такмичењима преселили су се у континенталну Украјину где су поново реорганизовани.

## Кошарка
Поред фудбала, главни спорт у Украјини је кошарка. Кошаркаши су били међу пресудним факторима за успех репрезентације Совјетског Савеза, која је деценијама доминирала Европом, а понекад је доминирала и глобалном кошаркашком сценом. Међу најпознатијим играчима били су Александар Белостени, Анатолиј Поливода, Владимир Ткаченко, Александар Волков и други. Од распада Совјетског Савеза, посебно су украјинске клупске екипе Кијев и Азовмаш стекле међународну пажњу пошто су стигли до финала ФИБА Еврочеленџ 2005. и 2007. године. Репрезентација се прославила међу елитним такмичењима у Европи. 
Када је 2012. године земља добила званичну потврду за домаћинство Европског првенства 2015, кошарка је стекла велики јавни подстицај у Украјини. Градови домаћини су били Дњепар, Доњецк, Ивано-Франковск, Кијев, Лавов, Одеса и Харков, обновивши неколико арена. Овај велики међународни спортски догађај имао је слоган: „Спремни смо!” и указује на искуство земље које припремају Европско првенство у фудбалу 2012. Како је Александар Волков, председник украјинске федерације истакао да је искуство земље као домаћина догађаја таквог обима дошло кроз поменута фудбалска првенства. Ово показује спремност инфраструктуре и постало је одлучујући фактор за избор Украјине.
Председник Украјине Виктор Јанукович је 9. фебруара 2012. издао декрет којим је наложио влади да створи Организациони комитет за припрему и одржавање првенства Европе у кошарци 2015. (комитетом руководи премијер Микола Азаров).
Многи објекти неопходни за Европско првенство 2015. (путеви, аеродроми, хотели итд.) изграђени су у припреми за Европско првенство у фудбалу 2012, што је значајно смањило очекиване трошкове кошаркашког догађаја. Због Евромајдана 2013—2014. Европско првенство је на крају отказано. Међутим, због њихове ситуације, комитет је обавезао Украјину да уместо тога организује Европско првенство 2017.
Украјина је била домаћин Европског првенства до 16 година 2013. 
Украјинске кошаркашке лиге су Суперлига, Виша и Прва лига. 

## Куглање
Украјинска куглашка федерација укључује 99 регистрованих играча који играју у 19 центара. Игор Кононенко служи као председник федерације. Украјински куглаши пласирали су се на 13. Светско првенство у куглању за младе.

## Бокс
Украјина је позната по томе што је у последње време имала неколико најквалификованијих боксера, укључујући браћу Владимира и Виталија Кличког, који су, сада у пензији, током каријере освајали више светских титула. Браћа су доминирала у тешкој категорији у периоду који се сада зове „Кличко доба”. Васил Ломаченко, освајач златних олимпијских медаља 2008. и 2012, познат је као један од највећих аматерских боксера свих времена након што је сакупио рекорд од 396–1. Постао је светски првак освојивши ВБО титулу у перолакој категорији у својој трећој борби. Још један познати Украјинац је Ломаченков пријатељ и бивши аматерски суиграч, Олександр Усик, који је и сам освајач злата на Летњим олимпијским играма 2012. године. Постао је први боксер у историји који је истовремено освојио све четири главне светске титуле у крузер категорији.

## Хокеј на леду
Украјина има професионалну хокејашку лигу. Њихов најзапаженији историјски тим је Сокил Кијев, где је најуспешнији тим у земљи Донбас, који је играо у Континенталној хокејашкој лиги до сезоне 2014—2015. Њихова репрезентација у хокеју на леду такмичила се на неколико Светских првенстава и Олимпијских игара.

## Рагби лига
Украјинска федерација рагби лиге придружила се европској 2008. Први клуб, Легија XIII, основали су студенти 2007. године. Клуб је учествовао у руском првенству пре почетка украјинског првенства са четири тима 2009. године. Украјинска федерација постигла је 2014. договор са властима да уврсти одређени садржај рагби лиге у 45 државних спортских школа.
Званично признање рагби лиге од стране владе се десило 2012. године.
Првенство се 2010. повећало на шест клубова, показујући брзи успон спорта у земљи. Поред првенства, федерација води украјински куп и од 2010. такмичење за младе. Федерација је учествовала на националном нивоу од 2008. године, али је први пут учествовала у званичном такмичењу 2009. 

## Рагби јунион
Рагби јунион се игра у Украјини од послератног совјетског периода. Украјина није била упориште рагбија у Совјетском Савезу, играла се углавном у Русији и Грузији, али је тамо била јача него у неким другим републикама. Игра је забележила одређени раст у периоду након стицања независности, посебно 1990-их, када је бивши тренер СССР-а Игор Боков помогао да се игра тамо. Украјински рагби има јаке везе са војском, а најјача страна је ваздухопловни авион Кијев. Као и многе друге мање рагби нације, игра је усредсређена на главни град Кијев. Прилично је често да се рагби у Украјини игра мешавином правила рагби јуниона и рагби лиге.

## Крикет
Украјинско удружење крикета постоји ради промоције крикет игре у Украјини. У овом тренутку постоји пуно крикет клубова: Кијев, Харков, Крим, Винитска, Тернопил, Доњецк и Луганск.

## Гимнастика

### Женска спортска гимнастика
Украјина је имала неколико успешних женских гимнастичарки, међу којима су: Лилија Подкопајева, Татјана Гуцу, Лариса Латињина, Викторија Карпенко, Анастасија Коваљ, Алина Козић и Ирина Красњанска.
Украјина је учествовала на Летњим олимпијским играма у Пекингу 2008. Чланови тима били су Валентина Холенкова, Анастасија Ковал, Алина Козич, Ирина Красњанска, Дарија Згоба и Марија Проскурина. Као тим пласирали су се на једанаесто место у квалификацијама и нису се пласирали у екипно финале. Анастасија Ковал и Дарија Згоба су се квалификовале за финале, пласиравши се на пето и осмо место.
Украјинске гимнастичарке постигле су успеху на Европском првенству 2009. у Милану. Квалификовали су најмање по једног гимнастичара у сваком финалу, а освојили су златну и бронзану медаљу. Значајна постигнућа на Европском првенству:
- Јана Демјанчук, златна медаља Европског првенства 2009. на греди; такође 12. место у вишебојском такмичењу.
- Ана Калашник, бронзана медаља Европског првенства 2009. на трезору.

### Мушка спортска гимнастика
Олександр Воробјов је постигао успех на Летњим олимпијским играма у Пекингу 2008. године, освајајући бронзану медаљу.
Гимнастичари из Украјине су постигли успех на Европском првенству 2009. и Олимпијским играма 2012:
- Олександр Воробјов, сребрна медаља Европског шампионата 2009.
- Николај Куксенков, бронзана медаља европског првенства за 2009.
- Игор Радивилов, бронзана медаља на Летњим олимпијским играма у Лондону 2012.

### Ритмичка гимнастика
Ритмичка гимнастика се сматра једним од најпопуларнијих спортова икада у Украјини. Међу најуспешнијим светским ритмичким гимнастичаркама су украјинске Људмила Савинкова, Љубов Середа, Алина Максименко, Ана Бесонова, Тамара Јерофејева, Ирина Дерјугина, Елеонора Романова, Оксана Скалдина, Наталија Годунко, Олена Витриченко, Катерина Серебрјанска и Александра Тимошенко. Широм Украјине има много клубова. Најпознатија и најуспешнија школа за ритмичку гимнастику у Украјини је школа Deriugins у Кијеву, коју воде Албина Дерјугина и њена ћерка Ирина.

## Бенди
Репрезентација је своје прво Светско првенство у бендију имала 2013. године. На Светском првенству 2016. Украјина је стигла до полуфинала дивизије Б. Бенди је други највећи зимски спорт на свету.

## Олимпијски покрет
Украјина је редовни учесник Летњих и Зимских олимпијских игара и успешна је на међународној сцени. Највеће достигнуће на Олимпијским играма до данас било је на Летњим олимпијским играма 1996, када су освојили девето место.
На Летњим олимпијским играма 1996. украјинска гимнастичарка Лилија Подкопајева је освојила више титулу.
Јана Клочкова је најбоља олимпијка која има рекорд од четири златне медаље. Оксана Бајул је освојила индивидуалну златну медаљу у уметничком клизању. У тимским спортовима, Украјина је освојила три златне медаље у веслању, мачевању и биатлону, све у женским екипама. Најуспешнији спортови за Украјину на Олимпијским играма су гимнастика, бокс, стрељање.

## Спортски клубови
Украјина има шест спортских клубова, централни клуб оружаних снага, Динамо Кијев, Спартак, Украјина, Колос и Освита, која имају представништво у свим регионима Украјине.

## Спортско образовање
Поред спортског програма у редовним школама, Украјина је од Совјетског Савеза наследила широку мрежу омладинских спортских школа, укључујући специјализоване школе. До 2011. године било је око 1483 спортских школа, 189 специјализованих и 34 више школа.
Постоје и два спортска универзитета: Национални универзитет физичког васпитања и спорта Украјине (Кијев), Лавовски државни универзитет за физичку културу и Харковска државна академија за физичку културу. Поред тога у Украјини се налазе девет колеџа физичког васпитања, три школе олимпијске резерве и шест спортских интерната.

## Савремени украјински спортисти

### Фудбал
- Андриј Шевченко (рођен 1976) је фудбалер, петоструки шампион Украјине, освајач Златне лопте 2004, најбољи играч Лиге шампиона 1998—1999, победник УЕФА Лиге шампиона 2002—2003. Активни играч Динама Кијев, клуб у којем је каријеру започео 1990-их. Такмичио се и за Милан и Челси. Познат је по надимку Ђаво са Истока и Шева. Као играч репрезентације играо је на Светском првенству 2006. у Немачкој, где се његов тим пласирао у четвртфинале.

### Пливање
- Јана Клочкова (рођена 1982) је пливачица, четворострука олимпијска шампионка, једанаест пута европска шампионка, освајачица неколико светских купова. На Олимпијским играма победила је на 200, 400 и 800 метара. Држи светске и олимпијске рекорде у сложеном стилу од 400 метара (4 минуте, 33,59 секунди). Позната је по надимку Златна рибица.

### Шах
- Руслан Пономарјов (рођен 1983) је шахиста, седамнаести првак Светског шампионата у шаху у старосној категорији до осамнаест година. Године 1998, са четрнаест година, постао је најмлађи велемајстор на свету.
- Катерина Лагно (рођена 1989) је шахисткиња, најмлађи велемајстор међу женама (титулу је добила када је имала дванаест година).

### Бокс
- Браћа Кличко, боксери: Владимир (рођен 1976) је Олимпијски шампион 1996: Светско удружење, Међународна федерација, Светска федерација, Међународна организација и The Ring шампион у тешкој категорији. Виталиј (рођен 1971) је шампион тешке категорије The Ring и Светског савета.
- Василиј Ломаченко (рођен 1988) је боксер, олимпијски шампион 2008. и 2012. године, светски шампион у три тежине.
- Олександр Усик (рођен 17. јануара 1987) је боксер, олимпијски шампион 2012.

### Планинарење
- Владислав Терзил (1953—2004) је планинар који се попео на свих четрнаест планина виших од 8000 метара, понављајући рекорд Рајнхолда Меснера.

### Гимнастика
- Ана Бесонова (рођена 1984) је ритмичка гимнастичарка, апсолутна светска шампионка 2007.

### Атлетика
- Иван Хешко (рођен 19. августа 1979) је атлетичар на средњим стазама, светски шампион на 1500 метара.

### Стрељаштво
- Микола Милчев (рођен 1967) је стрелац, олимпијски шампион 2000. године.

### Плес
- Вадим Гарбузов (рођен 8. маја 1987) је плесач, двоструки шампион Плеса са звездама 2012. и 2014. у Бечу.

### Борилачке вештине
- Никита Крилов (рођен 7. марта 1992) је спортиста мешовитих борилачких вештина.
- Игор Вовчанчин (рођен 6. августа 1973) је спортиста мешовитих борилачких вештина и бивши претендент на Прајд ФЦ.